# 曹贵妃 (西夏崇宗)
曹賢妃（?—?），中国西夏仁宗李仁孝的母亲，西夏崇宗李乾顺的賢妃。
1124年，曹氏生夏崇宗长子李仁孝。大德五年（1139年），夏崇宗死后，夏仁宗即位，任皇后被尊为太后，曹贵妃作为皇帝生母亦被尊为太后。